# Stenhuggarita
La stenhuggarita és un mineral de la classe dels òxids. Rep el nom del suec stenhuggare, picapedrer, en honor de Brian Harold Mason (18 d'abril de 1917 - 3 de desembre de 2009), geoquímic, mineralogista i meteorista neozelandès.

## Característiques
La stenhuggarita és un arsenit de fórmula química CaFeSb(AsO₃)₂O. Va ser aprovada com a espècie vàlida per l'Associació Mineralògica Internacional l'any 1966, sent publicada per primera vegada el 1970. Cristal·litza en el sistema tetragonal. La seva duresa a l'escala de Mohs és 4.
Segons la classificació de Nickel-Strunz, la stenhuggarita pertany a «04.JB: Arsenits, antimonits, bismutits; amb anions addicionals, sense H₂O» juntament amb els següents minerals: fetiasita, manganarsita, magnussonita, armangita, nanlingita, asbecasita, trigonita, finnemanita, gebhardita, derbylita, tomichita, graeserita, hemloïta, freedita, georgiadesita i ekatita.

## Formació i jaciments
Va ser descoberta a la mina Långban, a Filipstad (Comtat de Värmland, Suècia), on es va trobar en forma de cristalls tetragonals molt petits de color taronja. Aquest indret és l'únic a tot el planeta on ha estat descrita aquesta espècie mineral.